# Bank Morski
Bank Morski S.A. – bank komercyjny z siedzibą w Szczecinie, działający w latach 1990–1997, następnie połączył się z Powszechnym Bankiem Kredytowym, zlikwidowany formalnie w 2006.

## Historia
Bank uzyskał zgodę Narodowego Banku Polskiego (NBP) na rozpoczęcie działalności w 1990, operacyjną działalność zaczął rok później. Akcjonariuszami banku były osoby fizyczne i osoby prawne związane z regionem oraz Pomorski Bank Kredytowy. Jego głównym zadaniem miało być finansowanie gospodarki morskiej. Bank był współzałożycielem Związku Banków Polskich, a jego pierwszy prezes zarządu Marek Przygodzki zasiadał w we władzach Związku.
W 1993 NBP ustanowił zarząd komisaryczny w banku z uwagi na złe wyniki finansowe i groźbę bankructwa.
W 1994 rozpoczął się proces restrukturyzacji banku, we współpracy z Polskim Bankiem Rozwoju i Westdeutsche Landesbank. Był to jeden z pierwszych przypadków włączenia przez NBP banku zagranicznego w proces sanacji polskiej instytucji powiązany z procesem udzielania licencji na prowadzenie działalności bankowej na terenie Polski. Niemiecki inwestor nabył 22,6% akcji banku w zamian za 7 mln zł środków pomocowych.
W 1997 akcjonariusze podjęli uchwałę o likwidacji spółki i sprzedaży działalności bankowej Powszechnemu Bankowi Kredytowemu. Likwidacja zakończyła się w 2006.